# Остановите Землю — я сойду
Остановите Землю — я сойду (англ. Stop the World – I Want to Get Off, дословно: Остановите Мир — я хочу выйти) — мюзикл Лесли Брикасса и Энтони Ньюли. Создан на основе их же оригинального сценария. История преданной любви и страшного превращения циркового артиста в коммерческого магната. Премьера в Лондоне состоялась 20 июля 1961 года в Queen’s Theatre, в Нью-Йорке — 3 октября 1962 года в Shubert Theatre. Бродвейская постановка была номинирована на пять премий Тони . Песня «Какой же я дурак» (англ. What Kind of Fool Am I?) получила премию Грэмми, как лучшая песня года.

## Действующие лица
- Литлчап (буквально — Малыш) — клоун, посыльный, менеджер, бизнесмен, олигарх;
- Эви — жена Литлчапа;
- Анна, Эльза, Джинни — разные воплощения Эви в любовницах Литлчапа

## Сюжет
Клоун Литлчап уверен, что достоин большего, чем разъездная жизнь циркового артиста. Он хотел бы получать, скажем, тысячу долларов в неделю. Иметь дом, семью и проводить отпуск в Каннах или на Капри.
Литлчап знакомится с прекрасной девушкой Эви и, спустя время, женится на ней. Благодаря её отцу-бизнесмену он совершает моментальный прыжок до менеджера-руководителя филиала компании. Сбылись мечты, есть красивая жена и полный достаток. В жизни Литлчапа стали появляться и другие женщины, хотя во всех он видел только Эви. Никого лучше  не существовало, но слишком часто он стал видеть её дома в халате после сна или в питательной маске. Другие встречались в значительно более романтической обстановке. Во время поездки в Москву он быстро дал себя соблазнить русской «Эви» — спортивной Анне. Далее следуют немецкая «Эви» Эльза и американская «Эви» Джинни. Недоступность других женщин, процесс их завоевания добавляли красок в его жизнь.
Он пришёл в бизнес с намерением свернуть горы и это получается. Литлчап хочет и может (он в этом уверен) руководить бесконечным количеством таких, как Эви. Благодаря своему блестящему красноречию он может привлечь на свою сторону и простодушных избирателей и седовласых министров… Но оказывается не в состоянии сделать счастливой свою жену. Литлчап уже решает вопросы уровня межгосударственной политики, но на наивные вопросы своих детей ему не хватает времени. В деловых поездках он пересекает весь мир и не может нажать на ту педаль, которая вернула бы его в семью.
И только к старости Литлчап начинает понимать, что он пропустил в жизни, насколько поверхностен его успех по сравнению со счастьем любимых ранее жены и детей. Раскаянье наступило поздно. Теряя сознание и задыхаясь, он узнаёт о рождении первого внука — наследника его состояния и несчастья.

## Постановки
Оригинальная постановка в Лондоне впервые была показана 2 июля 1961 года. Роль Литлчапа исполнил Энтони Ньюли, роли всех его женщин — Анна Куэйл. Первоначально эти же артисты были заняты и в редакции мюзикла для сцены Нью-Йорка (которая вообще претерпела минимальные изменения). Позже Литлчапа исполняли Кеннет Нельсон и Джоэл Грей (известный ролью конферансье в фильме Боба Фосса «Кабаре»). Женские роли исполнила Джоан Истмен. Постановка на Бродвее (предпремьерный показ) стартовала 2 октября 1962 года и в последующем выдержала 555 представлений. 

## Культурное влияние
- Мюзикл был экранизирован в 1966 году компанией Warner Bros. с минимальными изменениями к сценической версии.
- По утверждению пианиста, композитора и актёра Оскара Ливанта название мюзикла было заимствовано из случайно увиденной надписи в стиле граффити. [3]